# Santiago Open 1977
Il Santiago Open 1977 è stato un torneo di tennis giocato sulla terra rossa. È stata la 2ª edizione del Santiago Open che fa del Colgate-Palmolive Grand Prix 1977. Si è giocato a Santiago in Cile dal 14 al 20 novembre 1977.

## Campioni

### Singolare
Guillermo Vilas ha battuto in finale  Jaime Fillol con il punteggio di 6–0, 2–6, 6–4

### Doppio
Patricio Cornejo /  Jaime Fillol hanno battuto in finale  Henry Bunis /  Paul McNamee con il punteggio di 5–7, 6–1, 6–1